# NGC 5864
NGC 5864 (również PGC 54111 lub UGC 9740) – galaktyka soczewkowata (SB0), znajdująca się w gwiazdozbiorze Panny. Została odkryta 27 maja 1786 roku przez Williama Herschela. Galaktyka NGC 5864 należy do grupy galaktyk NGC 5846.